# Sedalia (Texas)
Sedalia önkormányzat nélküli település az USA Texas államában, Collin megyében. Lakosainak száma 25 fő (2000).

## Népesség
A település népességének változása:
| Lakosok száma | 100  | 25   | 25   |
|               | 1896 | 1990 | 2000 |